# NGC 55
Az NGC 55 (Caldwell 72) egy szabálytalan galaxis a Szobrász csillagképben.

## Felfedezése
Az NGC 55-öt James Dunlop fedezte fel 1826. augusztus 4-én.

## Tudományos adatok
A galaxis  129 km/s sebességgel távolodik tőlünk.
Átmérője körülbelül 55 000 fényév (5,2032·1020 m).
Tömege 2·1010 M☉.